# Feliciano de Bracamonte Rodríguez de las Varillas
Feliciano de Bracamonte [y] Rodríguez de las Varillas o de las Barillas (siglo XVII - Cáceres, 1734) militar al servicio de Felipe V durante la Guerra de Sucesión Española. Cobró un especial protagonismo en la ocupación de Madrid por el archiduque, del 21 de septiembre al 9 de noviembre de 1710 y en la última campaña militar del conflicto, la Campaña de Cataluña (1713-1714). Ascendió a mariscal de campo el 3 de febrero de 1711.
Una vez acabada la guerra, en 6 de junio de 1716 fue nombrado gobernador de Zaragoza, cargo que ocupó hasta el 17 de octubre de 1727. Durante su gobernación, el 5 de febrero de 1718, fue nombrado teniente general. Se ausentó en 1718 para dirigirse a Sevilla, en 1721 a la costa de Granada y en 1722 a Extremadura. Entre el 5 de febrero de 1717 al 15 de febrero de 1718, fue comandante general interino del reino de Aragón tras la destitución del marqués de Casafuerte, hasta la llegada del marqués de Lede, que nunca llegó a ejercer su cargo.
Posteriormente sería nombrado Capitán General propietario del Ejército y provincia de Extremadura, cargo que desempeñó hasta su muerte.